# Нортамберленд (национальный парк)
Национальный парк Нортамберленд (англ. Northumberland National Park) — самый северный национальный парк Англии. Он занимает площадь более 1050 кв. км. и является одним из наименее населенных и наименее посещаемых национальных парков Великобритании. Парк полностью находится на территории Нортамберленда, покрывая примерно четверть графства.
Парк охватывает несколько областей. На севере находятся холмы Чевиот, по которым проходит граница между Англией и Шотландией. Южнее лежат холмистые вересковые пустоши, некоторые из которых покрыты лесными насаждениями, образуя лес Килдер (Kielder Forest). Самая южная часть парка охватывает живописный центральный участок вала Адриана, построенного римлянами.
О 10 000-летней истории проживания людей в этом регионе свидетельствует множество археологических памятников, от доисторических монументов и римских руин до сторожевых башен XIII—XVI веков, построенных для защиты от вторжений шотландцев и разбойников (Peel towers).
Официальный символ парка — кроншнеп.

## Этимология
Национальный парк Нортамберленд получил свое название от английского графства Нортамберленд. Нортамберленд означает «страна к северу от реки Хамбер» и связано с названием «Нортумбрия», относящимся к бывшему англосаксонскому королевству, которое когда-то занимало большую часть Северной Англии. Национальный парк полностью находится в пределах Нортамберленда.

## География
Национальный парк Нортамберленд охватывает большую территорию западного Нортамберленда и граничит с английским графством Камбрия и шотландским муниципальным районом Скоттиш-Бордерс. Его территория включает в себя Чевиот-Хилс и примыкает к Южно-Шотландской возвышенности. Поскольку «Пеннинская тропа» проходит через национальный парк, Чевиот-Хилc также считается частью северных Пеннинских гор, хотя они отделены от Чевиот-Хилc рекой Тайн, протекающей в южной части национального парка. В пределах парка находится часть леса Килдер. Килдерский лес — крупнейший рукотворный лес в Европе, в нём расположено водохранилище Килдер-Уотер.

## Статус «парка темного неба»
В декабре 2013 года Международная ассоциация темного неба присвоила статус «парка темного неба» территории, включающей национальный парк Нортумберленд и Килдер; это самый большой охраняемый парк темного неба в Европе.

## Галерея

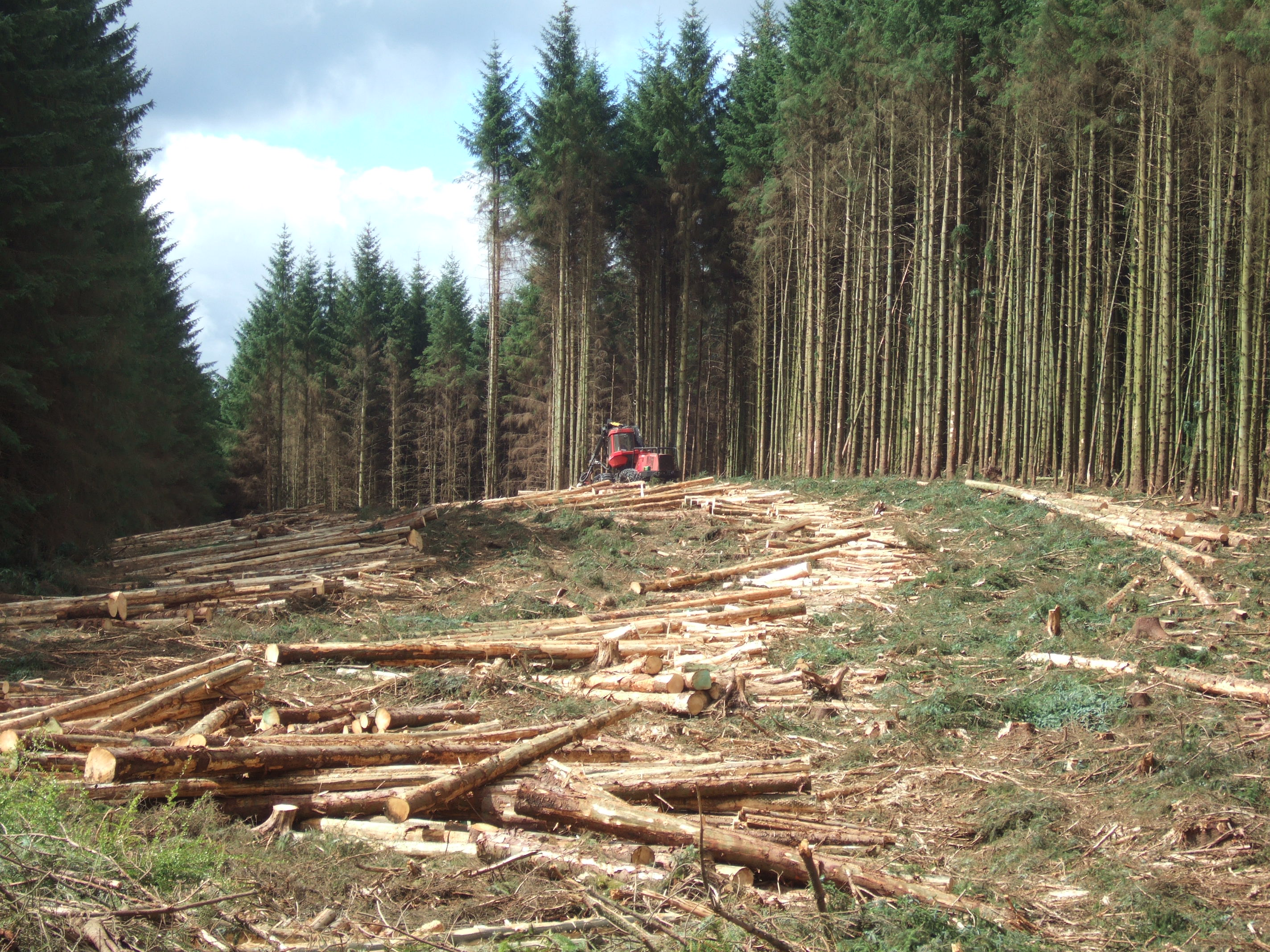
На юге парка, в лесу Килдер, заготовка древесины является неотъемлемой частью лесоводства
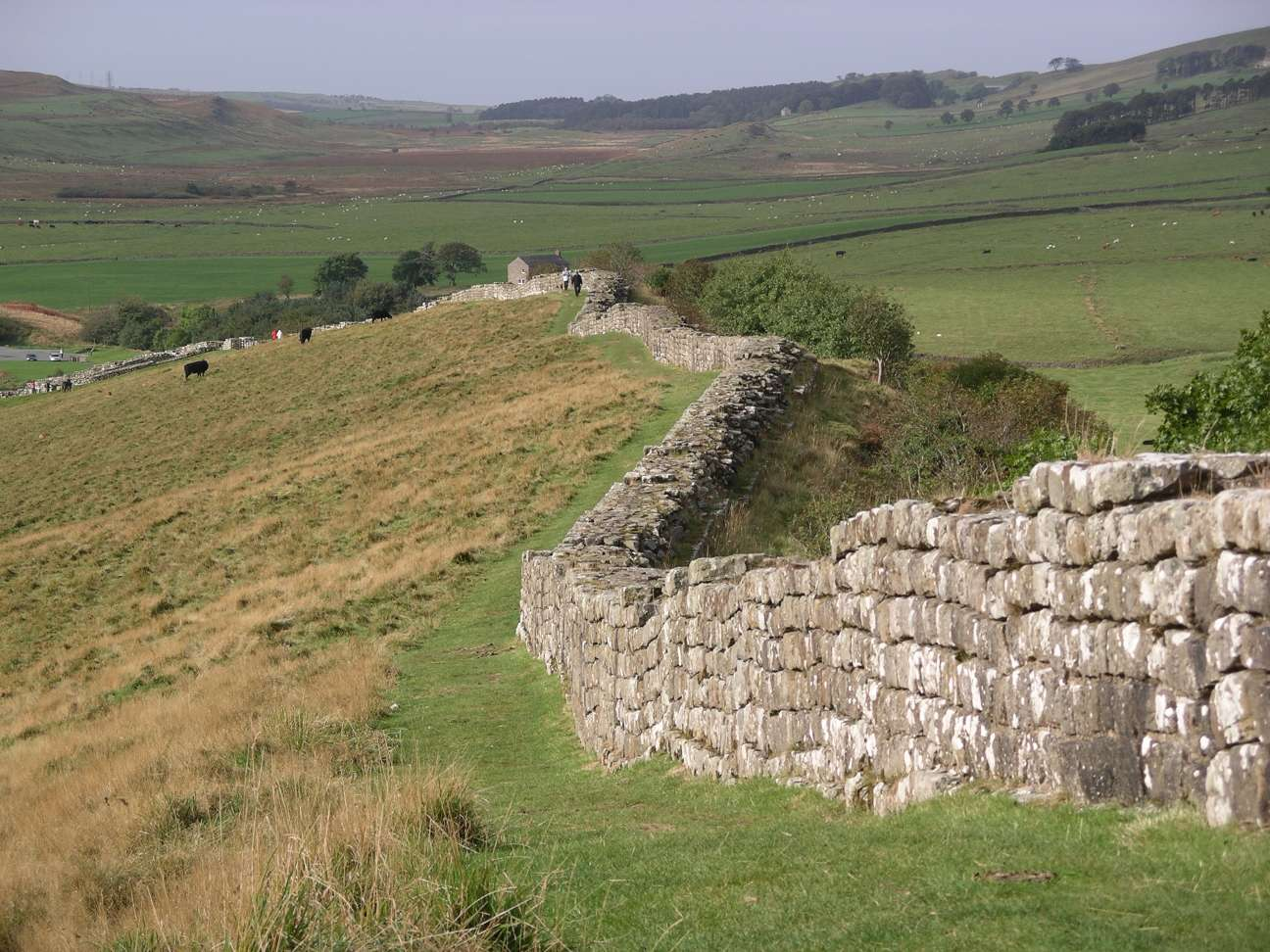
Стена Адриана
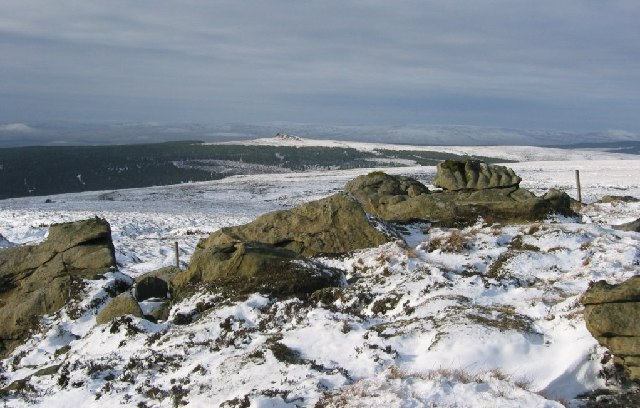
Sighty Cragg
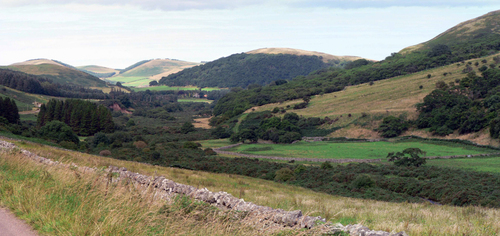
Вид на Колледж-валли в Чевиот-Хилс
Национальный парк на карте Нортамберленда